# Eros Riccio

Eros Riccio (01 de dezembro de 1977, Lucca, Itália) é um jogador de xadrez italiano.
Ele é um Grande Mestre de xadrez por correspondência, campeão de Xadrez avançado, vice-campeão europeu e medalha de bronze olímpica com a seleção italiana ICCF e campeão mundial  FICGS. Ele também é o autor de um livro pessoal de aberturas de xadrez chamado Sikanda.

## Carreira
Riccio, como primeiro jogador da nacional italiana por correspondência, tem participado em vários torneios, principalmente na final do sétimo Campeonato Europeu com a Itália de prata e da XVII Olimpíada com a Itália de bronze.
Ele ganhou um campeonato italiano de xadrez por e-mail  e três campeonatos de xadrez por correspondência. 
Como autor do livro "SiKanda", participou sobretudo nos torneios de Xadrez avançado (criado por GM Garry Kasparov). Após a vitória na oitava PAL/CSS Freestyle Tournament , patrocinado pelo Grupo PAL em Abu Dhabi, Riccio ganhou muitos torneios nesta especialidade em que participou (Computer Bild Spiele Schach Turnier, Welcome Freestyle Tournament, Christmas Freestyle Tournament, IC Freestyle Masters e Infinity Freestyle Tournament)  e é considerado o número um do mundo de xadrez para esta especialidade.
Na verdade, a Infinity Chess desenvolveu uma especial classificação Elo para centauros (homem + computador) , que vê o primeiro lugar Eros Riccio (Sephiroth) com 2755 pontos Elo.
Com FICGS venceu a primeira e a terceira edição do Chess Freestyle Cup e 14 campeonatos mundiais consecutivos .
Em 2009, Riccio bateu o  cluster de Rybka "Rechenschieber" , um monstro feito de 55 impressionantes computadores de alta velocidade, que funcionam como um computador poderoso, e também venceu a equipe "Highendman" , que tinha sido o único, antes dele, a derrotar o cluster de Rybka.
No momento (2021/2) tem 2640 pontos Elo ICCF e é o primeiro no ranking italiano e 5 no ranking mundial .